# Municipio de Millcreek (condado de Clarion)
El municipio de Millcreek (en inglés: Millcreek Township) es un municipio ubicado en el condado de Clarion en el estado estadounidense de Pensilvania. En el año 2000 tenía una población de 415 habitantes y una densidad poblacional de 5.5 personas por km².

## Geografía
El municipio de Millcreek se encuentra ubicado en las coordenadas 41°16′07″N 79°14′40″O / 41.26861, -79.24444.

## Demografía
Según la Oficina del Censo en 2000 los ingresos medios por hogar en la localidad eran de $40,625 y los ingresos medios por familia eran de $46,500. Los hombres tenían unos ingresos medios de $38,281 frente a los $17,143 para las mujeres. La renta per cápita de la localidad era de $22,329. Alrededor del 0,9% de la población estaba por debajo del umbral de pobreza.